# Rally de Costa de Marfil
El Rally de Costa de Marfil o Rally Bandama (oficialmente Rallye Côte d'Ivoire Bandama) es una prueba de rally que se celebra anualmente en Costa de Marfil y que fue puntuable para el Campeonato Mundial de Rally entre 1978 y 1992. La prueba se desarrollaba por las pista abiertas de la selva tropical marfilesa, similar al Safari por su dureza, y se celebraba siempre como penúltima prueba, antes del RAC por lo que en ocasiones el campeonato estaba ya sentenciado lo que conllevaba que la prueba no fuese de interés para los equipos oficiales, además siempre fue puntuable solo para el certamen de pilotos y mantenía una lista de inscritos más bien baja. Solo en 1982 y 1984 los pilotos oficiales se desplazaron hasta el país para competir puesto que el título de pilotos estaba en juego. Como curiosidad y antes de desaparecer del mundial, en 1989 se vio la primera y única victoria de un vehículo de serie (Grupo N) en una prueba del mundial: el Renault 5 GT Turbo del francés Alain Oreille.

## Palmarés
| Año  | Nombre                                      | Piloto              | Copiloto              | Vehículo                        | Series       |
| ---- | ------------------------------------------- | ------------------- | --------------------- | ------------------------------- | ------------ |
| 1969 | 1ère Rallye Bandama                         | Marc Gérenthon      | Hélène Gérenthon      | Renault 8 Gordini               |              |
| 1970 | 2ème Rallye Bandama                         | Hans Schuller       | Grassiot              | Datsun 1600 SSS                 |              |
| 1971 | 3ème Rallye Bandama                         | Robert Neyret       | Jacques Terramorsi    | Peugeot 504                     |              |
| 1972 | 4ème Rallye Bandama                         | Sin finalistas      |                       |                                 |              |
| 1973 | 5ème Rallye Bandama                         | Edgar Herrmann      | Hans Schuller         | Datsun 180B SSS                 |              |
| 1974 | 6ème Rallye Bandama                         | Timo Mäkinen        |                       | Peugeot 504                     |              |
| 1975 | 7ème Rallye Bandama                         | Bernard Consten     | Flocon                | Peugeot 504                     |              |
| 1976 | 8ème Rallye Bandama                         | Timo Mäkinen        | Henry Liddon          | Peugeot 504 V6                  |              |
| 1977 | 9ème Rallye Bandama Côte d'Ivoire           | Andrew Cowan        | Johnstone Syer        | Mitsubishi Colt Lancer 1600 GSR | FIA Cup      |
| 1978 | 10ème Rallye Bandama Côte d'Ivoire          | Jean-Pierre Nicolas | Michel Gamet          | Peugeot 504 V6 Coupé            | WRC, FIA Cup |
| 1979 | 11ème Rallye Côte d'Ivoire                  | Hannu Mikkola       | Arne Hertz            | Mercedes 450 SLC 5.0            | WRC          |
| 1980 | 12ème Rallye "Marlboro" Côte d'Ivoire       | Björn Waldegård     | Hans Thorszelius      | Mercedes 500 SLC                | WRC          |
| 1981 | 13ème Rallye "Marlboro" Côte d'Ivoire       | Timo Salonen        | Seppo Harjanne        | Datsun Violet GT                | WRC          |
| 1982 | 14ème Rallye "Marlboro" Côte d'Ivoire       | Walter Röhrl        | Christian Geistdörfer | Opel Ascona 400                 | WRC          |
| 1983 | 15ème Rallye "Marlboro" Côte d'Ivoire       | Björn Waldegård     | Hans Thorszelius      | Toyota Celica TCT               | WRC          |
| 1984 | 16ème Rallye "Marlboro" Côte d'Ivoire       | Stig Blomqvist      | Björn Cederberg       | Audi Sport Quattro              | WRC, ARC     |
| 1985 | 17ème Rallye "Marlboro" Côte d'Ivoire       | Juha Kankkunen      | Fred Gallagher        | Toyota Celica TCT               | WRC, ARC     |
| 1986 | 18ème Rallye "Marlboro" Côte d'Ivoire       | Björn Waldegård     | Fred Gallagher        | Toyota Celica TCT               | WRC, ARC     |
| 1987 | 19ème Rallye "Marlboro" Côte d'Ivoire       | Kenneth Eriksson    | Peter Diekmann        | Volkswagen Golf GTI 16V         | WRC          |
| 1988 | 20ème Rallye "Marlboro" Côte d'Ivoire       | Alain Ambrosino     | Daniel Le Saux        | Nissan 200SX                    | WRC          |
| 1989 | 21ème Rallye "Marlboro" Côte d'Ivoire       | Alain Oreille       | Gilles Thimonier      | Renault 5 GT Turbo              | WRC          |
| 1990 | 22ème Rallye "Viking" Côte d'Ivoire Bandama | Patrick Tauziac     | Claude Papin          | Mitsubishi Galant VR-4          | WRC, ARC     |
| 1991 | 23ème Rallye "Viking" Côte d'Ivoire Bandama | Kenjiro Shinozuka   | John Meadows          | Mitsubishi Galant VR-4          | WRC, ARC     |
| 1992 | 24ème Rallye "Viking" Côte d'Ivoire Bandama | Kenjiro Shinozuka   | John Meadows          | Mitsubishi Galant VR-4          | WRC, ARC     |
| 1993 | 25ème Rallye Côte d'Ivoire Bandama          | Patrice Servant     | Thierry Brion         | Audi Quattro S2                 | ARC          |
| 1994 | 26ème Rallye Côte d'Ivoire Bandama          | Patrice Servant     | Thierry Brion         | Audi Quattro S2                 | ARC          |
| 1996 | 27ème Rallye "Marlboro" Côte d'Ivoire       | Alain Ambrosino     | Alain Florentin       | Mitsubishi Lancer Evo III       |              |
| 1997 | 28ème Rallye Côte d'Ivoire Bandama          | Alain Ambrosino     | Alain Florentin       | Mitsubishi Lancer Evo III       | ARC          |
| 1998 | 29ème Rallye Côte d'Ivoire Bandama          | Patrice Servent     | Alain Florentin       | Peugeot 106                     | ARC          |
| 1999 | 30ème Rallye Côte d'Ivoire Bandama          | Marc Molinié        | Christian Tribout     | Toyota Celica GT-Four           | ARC          |
| 2001 | 31ème Rallye Côte d'Ivoire Bandama          | Tom Colsoul         | Bob Colsoul           | Mitsubishi Lancer Evo VI        |              |
| 2003 | 32ème Rallye Côte d'Ivoire Bandama          | Fané Bakary         | Konan Clément         | Subaru Impreza WRX              |              |
| 2005 | 33ème Rallye Côte d'Ivoire Bandama          | Fané Bakary         | Konan Clément         | Subaru Impreza WRX              |              |
| 2006 | 34ème Rallye Côte d'Ivoire Bandama          | Patrick Emontspool  | Alain Robert          | Subaru Impreza WRX              | ARC          |
| 2009 | 35ème Rallye Côte d'Ivoire Bandama          | Soumaoro Moriféré   | Philippe Garcia       | Mitsubishi Lancer Evo IX        |              |
| 2010 | 36ème Rallye Côte d'Ivoire Bandama          | Cancelado           |                       |                                 |              |
| 2011 | 37ème Rallye Côte d'Ivoire Bandama          | Soumaoro Moriféré   | Philippe Garcia       | Mitsubishi Lancer Evo IX        |              |
| 2012 | 38ème Rallye Côte d'Ivoire Bandama          | Soumaoro Moriféré   | Philippe Garcia       | Mitsubishi Lancer Evo IX        |              |
| 2013 | 39ème Rallye Côte d'Ivoire Bandama          | Bakary Fane         | Moussa Fane           | Subaru Impreza                  | ARC          |
| 2014 | 40ème Rallye Côte d'Ivoire Bandama          | Gary Chaynes        | Romain Comas          | Mitsubishi Lancer Evo IX        | ARC          |
| 2015 | 41ème Rallye Côte d'Ivoire Bandama          | Gary Chaynes        | David Israel          | Mitsubishi Lancer Evo IX        | ARC          |
| 2016 | 42ème Rallye Côte d'Ivoire Bandama          | Gary Chaynes        | Romain Comas          | Mitsubishi Lancer Evo IX        | ARC          |
| 2017 | 43ème Rallye Côte d'Ivoire Bandama          | Moriféré Soumaoro   | Romain Comas          | Mitsubishi Lancer Evo X         | ARC          |
| 2018 | 44ème Rallye Côte d'Ivoire Bandama          | Gary Chaynes        | Didier Le Borgne      | Mitsubishi Lancer Evo X         | ARC          |